# Martin Sailer (Politiker, 1970)
Martin Sailer (* 22. April 1970 in München) ist ein deutscher Politiker (CSU), ehemaliger Abgeordneter des Bayerischen Landtags und seit dem 1. Mai 2008 Landrat des Landkreises Augsburg. Am 8. November 2018 übernahm Sailer zudem das Amt des Bezirkstagspräsidenten des Bezirks Schwaben.

## Ausbildung und Beruf
Sailer besuchte das Gymnasium bei St. Stephan in Augsburg und absolvierte nach dem Abitur seinen Wehrdienst beim Heeresmusikkorps 10 in Ulm. Danach studierte er von 1991 bis 1997 Betriebswirtschaftslehre an der Westfälischen Wilhelms-Universität in Münster und schloss sein Studium als Diplom-Kaufmann ab.
Anschließend war Sailer als Manager in verschiedenen Firmen tätig, unter anderem war er 1999 Gründungsmitglied der carrier 24 GmbH und fungierte bis 2002 als deren Vertriebsleiter. Von 2002 bis 2008 war er Inhaber und Geschäftsführer der Firma ms-consult Unternehmensberatung. Sailer ist römisch-katholisch, verheiratet und hat drei Kinder.

## Politik
Sailer ist seit 1987 Mitglied der CSU und gehörte von 1989 bis 2005 der Jungen Union an. In dieser Zeit war er von 1995 bis 2001 Ortsvorsitzender der Jungen Union Diedorf, von 1996 bis 2001 Kreisvorsitzender der Jungen Union Augsburg-Land sowie von 2001 bis 2005 Bezirksvorsitzender der Jungen Union Schwaben. Daneben war Sailer von 1997 bis 2005 stellvertretender Kreisvorsitzender der CSU Augsburg-Land, bevor er 2005 dann selbst Kreisvorsitzender wurde. Dieses Amt gab er im Jahr 2015 an die damalige Staatssekretärin Carolina Trautner ab.
Sailer verließ den Landtag im Jahr 2008, um ab dem 1. Mai Landrat des Landkreises Augsburg als Nachfolger von Karl Vogele zu werden. Bei den bayerischen Kommunalwahlen 2014 wurde Sailer mit 62,1 Prozent der Wählerstimmen als Landrat wiedergewählt. Am 8. November 2018 wurde Martin Sailer vom schwäbischen Bezirkstag, dem er bereits seit 2013 angehört, zum Bezirkstagspräsidenten gewählt. Sailer trat damit die Nachfolge des langjährigen Bezirkstagspräsidenten Jürgen Reichert an, der nicht mehr für das Amt kandidiert hatte. Bei den bayerischen Kommunalwahlen 2020 wurde Martin Sailer mit 55 Prozent der Wählerstimmen erneut als Landrat für den Landkreis Augsburg bestätigt.